# Берёзовка (Суземский район)
Берёзовка — деревня Суземского района Брянской области России. Входит в состав Холмечского сельского поселения.

## География
Стоит на реке Чернь.

## История
В 1964 г. Указом Президиума ВС РСФСР село Чернь переименовано в Берёзовку.

## Население
| 2010 | 2013 |
| ---- | ---- |
| 76   | ↘71  |

## Инфраструктура
Берёзовский фельдшерско-акушерский пункт. Берёзовский сельский клуб. Отделение почтовой связи № 242180.
Братская могила 17 воинов Советской Армии и партизан, погибших в борьбе с немецко-фашистскими захватчиками. 

## Транспорт
Деревня доступна автотранспортом. Остановка общественного транспорта «Берёзовка».